# Setoppia toxotes
Setoppia toxotes är en kvalsterart som först beskrevs av Balogh 1982.  Setoppia toxotes ingår i släktet Setoppia och familjen Oppiidae. Inga underarter finns listade i Catalogue of Life.